# عمارت قدیمی کوچه نظامیه
عمارت قدیمی کوچه نظامیه مربوط به دوره پهلوی اول است و در تهران، میدان بهارستان، کوچه شهید حسن اصالت، پ۴۱ واقع شده و این اثر در تاریخ ۷ آذر ۱۳۸۳ با شمارهٔ ثبت ۱۱۲۴۴ به‌عنوان یکی از آثار ملی ایران به ثبت رسیده است.